# Chiesa di San Basilide
La chiesa di San Basilide, con annesso monastero cistercense, era un luogo di culto cattolico dell'Oltretorrente di Parma; situata nella zona tra le attuali strada Matteo Renato Imbriani e via della Costituente, scomparve completamente dopo il 1856.

## Storia
La chiesa, con l'annesso monastero, fu eretta nel 1181 dal cardinale legato Pietro Diana per i monaci vallombrosani della badia Cavana di Lesignano de' Bagni, dov'era conservato il corpo del martire cristiano Basilide, e nel 1320 il vescovo Simone Saltarelli cedette gli edifici a una comunità di monaci armeni.
Nel 1520 il monastero fu occupato dalle religiose cistercensi di Santa Maria di Martorano, all'epoca dipendenti dai monaci di San Martino de' Bocci: il 18 ottobre 1655 il vescovo Carlo Nembrini riconsacrò la chiesa.
San Basilide, insieme alle chiese di Santa Caterina e di Santa Cecilia, perse la dignità parrocchiale nel 1808, in favore di San Giuseppe. Nel 1810 la comunità monastica venne dissolta per le leggi napoleoniche e il monastero fu adibito a uso abitativo.
La struttura era ancora visibile nel 1856.